# 新潟県道137号天神林上条線
新潟県道137号天神林上条線（にいがたけんどう137ごう てんじんばやしじょうじょうせん）は、新潟県加茂市内を通る一般県道である。

## 概要

### 路線データ
- 起点：新潟県加茂市大字天神林字西屋敷（新潟県道1号新潟小須戸三条線交点）
- 終点：新潟県加茂市若宮町1丁目（新潟県道9号長岡栃尾巻線交点）

## 地理

### 通過する自治体
- 新潟県加茂市

### 接続する道路
- 新潟県道1号新潟小須戸三条線（起点：加茂市大字天神林字西屋敷）
- 国道403号（加茂市大字下条 - 加茂市柳町2丁目で重複）
- 加茂市道（加茂市大字下条）

この間未開通（加茂市道を介して迂回可能）
- 加茂市道（加茂市大字上条）
- 新潟県道9号長岡栃尾巻線（終点：道半交差点）

### 周辺
- 新潟県立加茂農林高等学校
- 加茂市立葵中学校
- 加茂市立若宮中学校
- 加茂市立下条小学校
- 加茂市立加茂南小学校
- 加茂信用金庫 上条支店
- 加茂上条郵便局
- 日立ニコトランスミッション 加茂事業所（日立製作所子会社）
- 信濃川
- 加茂川
- 加茂川河川敷緑地